# Schraden (Brandenburgia)
Schraden – gmina w Niemczech w kraju związkowym Brandenburgia, w powiecie Elbe-Elster, wchodzi w skład urzędu Plessa.